# Ládhon Potamós
Ládhon Potamós är ett vattendrag i Grekland. Det ligger i den södra delen av landet, 190 km väster om huvudstaden Aten.